# Districtul Igal
Igal (în maghiară Igali járás) este un district în județul Somogy, Ungaria.
Districtul are o populație de 23.850 locuitori (2013).

## Localități
- Andocs
- Attala
- Bonnya
- Büssü
- Csoma
- Ecseny
- Felsőmocsolád
- Fiad
- Fonó
- Gadács
- Geszti
- Gölle
- Igal
- Kapospula
- Kára
- Kazsok
- Kisbárapáti
- Kisgyalán
- Magyaratád
- Mernye
- Miklósi
- Patalom
- Polány
- Ráksi
- Somodor
- Somogyacsa
- Somogyaszaló
- Somogydöröcske
- Somogyszil
- Szabadi
- Szentgáloskér
- Szorosad
- Törökkoppány
- Zimány